# Croix de Guerre

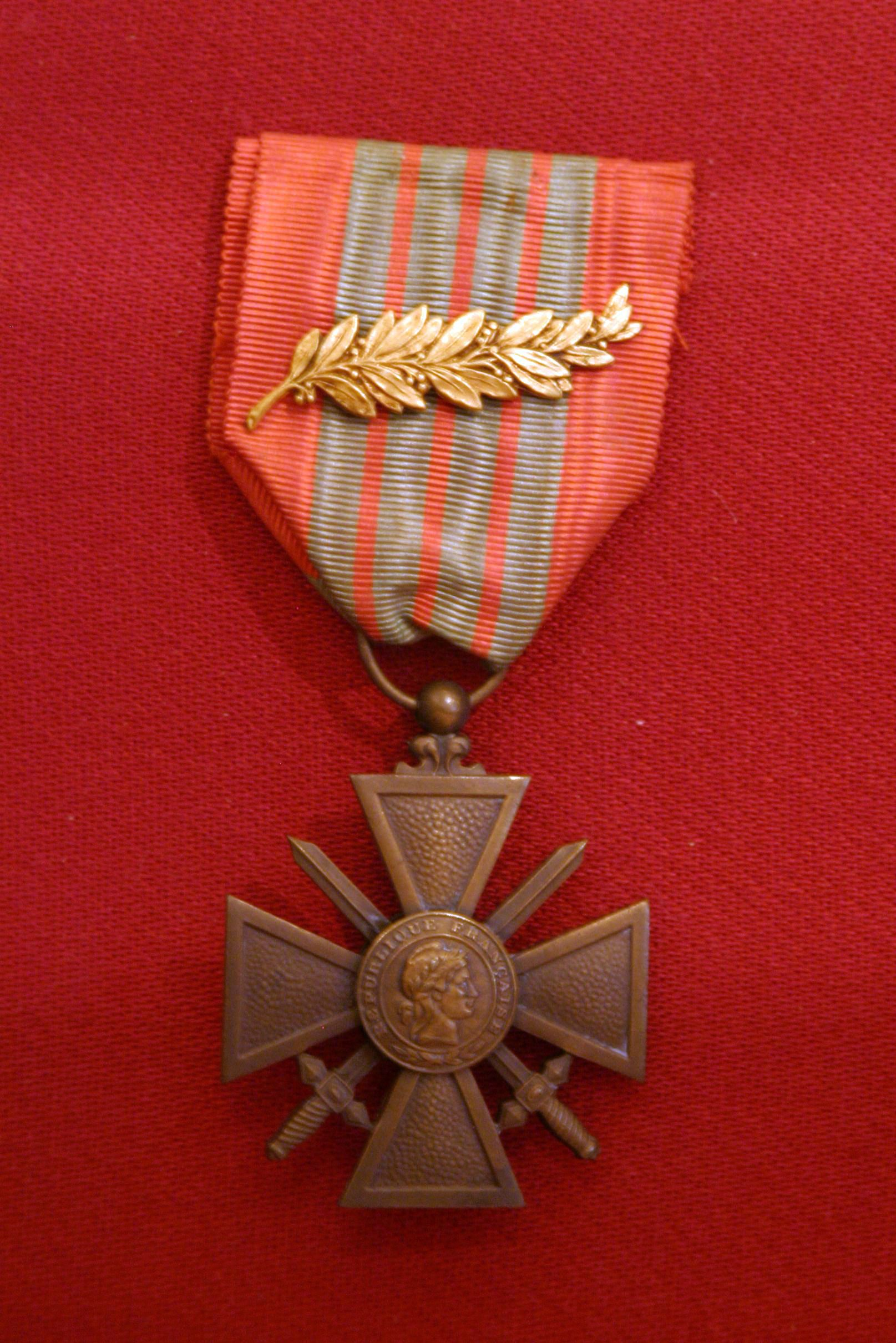
Croix de Guerre under andra världskriget

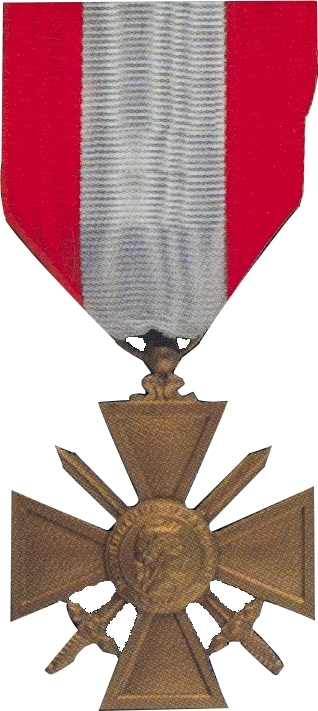
Croix de Guerre des TOE

Croix de Guerre (franska: "krigskorset") är en medalj i Frankrike och Belgien som delades ut för insatser under första och andra världskriget men även under andra konflikter. Medaljen skapades år 1915 och består av ett malteserkors med korslagda svärd mellan korsarmarna:
- Croix de Guerre 1914-1918 (Frankrike)
- Croix de Guerre 1939-1945 (Frankrike)
- Croix de Guerre des Théatres d'Opérations Exterieures (Frankrike), för andra krig än världskrigen
- Croix de Guerre 1940, Belge (Belgien)

## Kända mottagare av Croix de Guerre
- Samuel Beckett fick utmärkelsen av general Charles de Gaulle i mars 1945.
- Carl Gustav Fleischer, norsk general som vann den första stora segern mot tyskarna under andra världskriget.
- Allan Mann, svensk militär (kapten) och den mest dekorerade svensken i andra världskriget.
- Audie Murphy, amerikansk krigshjälte under andra världskriget (senare även skådespelare) fick den belgiska Croix de Guerre en gång och den franska motsvarigheten två gånger under andra världskriget.
- George S. Patton, amerikansk armégeneral under andra världskriget. Fick utmärkelsen för ha lett den amerikanska tredje armén under frigörelsen av Frankrike.
- Antoine de Saint-Exupéry, känd författare och kapten i det franska flygvapnets reserv, fick utmärkelsen för tapperhet under slaget om Frankrike 1940.
- Mary Willie Arvin, amerikansk sjuksköterska som tjänstgjorde för Amerikanska Röda Korset i Frankrike under första världskriget.
- James Stewart, skådespelare, fick utmärkelsen år 1944 av generallöjtnant Henri Valin, den franska flygvapenchefen, för sin roll i befrielsen av Frankrike.
- Christine Granville
- Duvan Cher Ami tilldelades Croix de Guerre för sina insatser under första världskriget. Detta är enda gången ett djur tilldelats medaljen.
- Robert Capa[1]
- Jehan Alain, 1911-1940. Fransk kompositör och organist. Dödade 16 tyska soldater innan han själv dödades, då hans reträttväg som motorcykelordonnans blockerats.
- Milunka Savić, serbisk krigshjältinna som slogs för Serbien i första världskriget. Fortfarande världens mest dekorerade kvinnliga militär